# Antonín Ptáček
Antonín Ptáček   (Dolní Cerekev, 27 de febrer de 1865 - Pardubice, 3 d'abril de 1943) fou un compositor, organista i professor de cant txec del que hi ha molt poques dades.
Treballà en l'Escola Reial de Kutná Hora (Kuttenberg en alemany). Va compondre Cants d'Advent, Caramelles txeques, Cants de la Setmana Santa, diverses operetes infantils (La caputxeta vermella, El regne del rei de les aigües, etc.) i nombroses obres populars. El 1893 fundà la revista Česká hudba ("La música txeca"), i actuà des de llavors com a mestre coral de diverses entitats musicals de Kutná Hora.